# Конвенція ООН проти транснаціональної організованої злочинності
Конве́нція ООН про́ти транснаціона́льної організо́ваної злочи́нності — юридично обов'язкова для держав-учасниць міжнародна угода проти міжнародної організованої злочинності. Є першим кримінально-правовим інструментом, який встановлює універсальні рамки для реалізації міжнародної поліцейської та судової співпраці з метою покращення запобігання та придушення явищ організованої злочинності.

## Протоколи
Конвенція доповнюється трьома додатковими протоколами щодо торгівлі людьми, незаконного ввезення мігрантів, відмивання грошей та незаконного виробництва та торгівлі вогнепальною зброєю:
- Протокол про попередження і припинення торгівлі людьми, особливо жінками і дітьми, і покарання за неї
- Протокол проти незаконного ввезення мігрантів по суші, морю і повітрю[en]
- Протокол проти незаконного виготовлення та обігу вогнепальної зброї, її складових частин і компонентів, а також боєприпасів до неї